# Matthew Syed
Matthew Philip Syed est un joueur britannique de tennis de table né le 2 novembre 1970 à Bromley (Angleterre).

## Palmarès
- 1991 : Vainqueur des Internationaux de Tchécoslovaquie

- 1992 : Vice-Champion d'Europe par équipes avec son pays l'Angleterre. Qualifié en simple aux jeux Olympiques de Barcelone il élimine le Français Nicolas Chatelain.

- 1993 : Vainqueur du tournoi des Champions à Chicago(USA) en battant Peter Karlsson.

- 1994 : Vainqueur du tournoi des Champions à Chicago(USA) en battant Jörgen Persson.

- 1995 : Classé N° 38 Européen et N°1 en Angleterre. 1995/96/97 - Classé N° 4 étranger en France.

- 1996 : Vice-Champion des Internationaux de Hongrie. 1/4 Finaliste des Internationaux d'Autriche et du Brésil.

- 1997 : Qualifié aux Championnats du Monde à Manchester - N°1 Anglais. Champion d'Angleterre.

- 1998 : Qualifié aux Championnats d'Europe à Eindhoven - N°1 Anglais. Champion d'Angleterre pour la 2e année consécutivement.

- 1999 : 1/4 finaliste aux Internationaux du Brésil après avoir éliminé Jean-Philippe Gatien 3/1 en 8e. Championnats du Monde à Eindhoven : battu en 16e par le futur Champion ; Il décroche sa qualification pour les (Jeux Olympiques d'été 2000 à Sydney (Australie).

- 2002 : Médaille d'or par équipes aux Jeux du Commonwealth